# Niezależna Agencja Fotograficzna Dementi
Niezależna Agencja Fotograficzna Dementi – agencja fotograficzna działająca poza komunistycznym monopolem prasowym w Polsce założona w sierpniu 1982 roku. W latach 1982-1989 agencja funkcjonowała w drugim obiegu wydawniczym jako zakonspirowana grupa. Zakończyła działalność w 1991 roku. W latach 1982-1983 agencja używała nazwy KONTRAst.
Niezależna Agencja Fotograficzna Dementi była swoistym fenomenem. W czasie swojej wieloletniej działalności dała wyjątkową dokumentację, ilustrującą najważniejsze wydarzenia nie tylko w Polsce, ale i w Europie Wschodniej.      Jerzy Giedroyc
Najlepiej znanymi zdjęciami NAF Dementi jest dokumentacja filmowa autorstwa Wojciecha Wójcika przedstawiające moment przejechania demonstranta Jarosława Hyka przez więźniarkę Milicji Obywatelskiej na placu Czerwonym we Wrocławiu podczas manifestacji 31.08.1982 roku oraz fotografie potajemnych spotkań polskiej i czechosłowackiej opozycji demokratycznej na granicy PRL-CSRS w Sudetach.
NAF Dementi współpracowała ze strukturami RKS NSZZ „Solidarność” (w latach 1982-1984) i Solidarnością Walczącą (w latach 1984-1987).
Archiwum Dementi zawiera 29 tysięcy fotografii z czego 8 tysięcy zdjęć jest dostępne online w cyfrowym archiwum Ośrodka Pamięć i Przyszłość na stronie Centrum Historii Zajezdnia.
Zdjęcia agencji Dementi znajdują się w zbiorach: Biblioteki Kongresu w Waszyngtonie, Biblioteki Narodowej w Warszawie, Centrum Historii Zajezdnia, Muzeum Fotografii Musée de l’Élysée w Lozannie, Muzeum Historycznego we Wrocławiu, Muzeum Narodowego we Wrocławiu, Ośrodka KARTA, Zakładu Narodowego im. Ossolińskich we Wrocławiu.
Fragment zdjęcia NAF Dementi został wykorzystany na awersie monety „30. rocznica wycofania wojsk sowieckich z Polski” wypuszczonej przez NBP w 2023 roku.

## Geneza
Powołanie NAF Dementi było formą sprzeciwu przeciwko wprowadzeniu stanu wojennego w Polsce. Agencja powstała w środowisku wrocławskiej kontrkultury i studentów Państwowej Wyższej Szkoły Sztuk Pięknych (obecnie ASP) we Wrocławiu w przededniu największych w stanie wojennym protestów ulicznych w Polsce 31.08.1982 r., do których wezwała TKK NSZZ „Solidarność” w drugą rocznicę podpisania Porozumień sierpniowych.

## Działalność
NAF Dementi dokumentowała: 
- strajki, demonstracje, głodówki protestacyjne, działalność Niezależnego Zrzeszenia Studentów, Solidarności Polsko-Czesko-Słowackiej, Ruchu Wolność i Pokój, Pomarańczowej Alternatywy;

- pielgrzymki Jana Pawła II do Polski, Tygodnie Kultury Chrześcijańskiej, msze za Ojczyznę, wystawy i przedstawiania teatralne w niezależnym obiegu kultury, napisy i graffiti w przestrzeni publicznej oraz inne przejawy oporu społecznego w Polsce;

- wydarzenia Jesieni Ludów (1989-1991) w Czechosłowacji, Niemczech Wschodnich, Rumunii, Litwie, Łotwie i Związku Radzieckim.

Publikacje fotografii NAF Dementi:
- pisma wychodzące poza cenzurą w Polsce: m.in. „Przegląd Wiadomości Agencyjnych”, „Obecność”, „Biuletyn Dolnośląski”, „Region”, „Nowa Republika”, „Na Indeksie”, „Horyzont”, „Wolny Wrocław”; w CSRS: „Vokno, „Lidove Noviny;

- prasa emigracyjna: polska – „Kontakt” (Paryż), „Pogląd” (Berlin Zachodni), „Dziennik Polski” (Londyn) i in., rosyjska – „Russkaja Mysl” (Paryż), czechosłowacka – „Pravo Lidu” (Wuppertal);

- wielkonakładowa prasa zachodnia za pośrednictwem agencji Reuters, Associated Press, Agence France-Presse, m.in. „Liberation”, „Le Monde”, „New York Times”, „Paris Match”, „The Guardian”, „Tages Zeitung”, „Boston Globe”.

- czasopisma poświęcone problematyce Europy Wschodniej: „Ucaptive Minds” (Nowy Jork), „East European Reporter” (Londyn), „Across Frontiers Magazine” (Berkeley).

- albumy fotograficzne w drugim obiegu: Pejzaż poetycki. Polska po 13 grudnia, wyd. The Independent Photo Agency, Lund 1984; Świadectwa. Polska po 13 grudnia w fotografii, wyd. nakładem PWA, Warszawa 1986.

W latach 1983-1991 agencja opracowała liczne wystawy fotograficzne, które były prezentowane w niezależnym obiegu kultury w Polsce (Wrocław, Warszawa, Kraków, Opole, Poznań), a także zagranicą (Amsterdam, Berno, Bonn, Brema, Frankfurt n. Menem, Londyn, Lozanna, Paryż, Wiedeń).

## Zespół
Skład agencji w latach 1982-1983: Stanisław i Krzysztof Gulbinowicz, Tomasz Kizny, Anna Łoś, Dariusz Nowak, Wojciech Wójcik. W latach 1984-1991: Tomasz Kizny, Anna Łoś, Andrzej Łuc, Henryk Prykiel oraz Danuta Błahut-Biegańska i Jacek Biegański.
Przedstawiciele agencji w Europie Zachodniej
Ludwika Ogorzelec, Paryż 1985-1991; Małgorzata Mazur i Piotr Gusta, Stuttgart, 1986-1991; Witold Radwański, Londyn 1988-1991.
Współpraca
Rafał Bubnicki, Dariusz Doliński, Kazimierz Helebrandt, Leokadia i Tadeusz Kizny, Irena Lasota – IDEE, Marek Natusiewicz, Ludwika Ogorzelec, ks. Stanisław Orzechowski, Andrzej Osęka – KKN, Anna Piędziak, Helena Samaryk, Helena Sapieha, Andrzej Siciński, Dariusz Szozda, Witold Strzelecki, Jerzy Ryba – Galeria Na Ostrowie.

## Wystawy Niezależnej Agencji Fotograficznej Dementi
1983 Oblężenie około 100 fotografii z okresu stanu wojennego. Wrocław, 1983.
1984 Czas Teraźniejszy Dokonany impresja o Polsce po odwołaniu stanu wojennego. Wrocław 1984, Frankfurt nad Menem 1985, Paryż 1985, Berno 1986.
1985 Pielgrzymka fotoreportaż z IV Pieszej Wrocławskiej Pielgrzymki na Jasną Górę. Wrocław 1985, Poznań 1985, Świdnica 1986 (prywatna nagroda Zofii Rydet), Paryż 1987.
1986 Fotografie NAF Dementi. Wiedeń 1986, Paryż 1986, Bonn 1987.
1987 Fotografia elementarna, albo elementy fotografii na podstawie książki Alaina Jauberta, Le commissariat aux archives. Les photos qui falsifient l’historie. Wrocław 1987 i 1989; Jelenia Góra 1988.
1988 Iditie Domoj – Praga 1968 wspólnie z „Solidarnością Polsko-Czechosłowcką” na podstawie zdjęć dokumentalnych z Pragi 1968 roku w 20 rocznicę inwazji na Czechosłowację. Podkowa Leśna 1988, Wrocław 1989.
1988 Fotografie NAF Dementi. Kraków 1988.
1989 Polski Paryż portrety postaci emigracji polskiej w Paryżu. Warszawa 1989, Wrocław 1989.
1988 Ocaleni z Gułagu fotografie kompleksu łagrów Gułagu w rejonie Workuty wykonane przez Polaków w 1955-1956 roku. Bolesławiec 1988, Wrocław 1989, Warszawa 1989, Lozanna 1990, Amsterdam 1990, Londyn 1993, Frankfurt n. Menem 1993.
1989 Dać Świadectwo, wystawa poświęcona pamięci księdza Jerzego Popiełuszki. Wrocław 1989, Włocławek 1990, Suchowola 1990.
1989 Wystawa Fotografii NAF Dementi. Warszawa, 1989.
1990 Fotografie NAF Dementi w ramach festiwalu fotograficznego L'Anné de l'Est. Un Air de Liberté. Lozanna 1990 i Foto's uit Oost-Europa Amsterdam 1990.
1991 Wilno – Ryga fotoreportaż z wydarzeń w Wilnie i Rydze w styczniu 1991. Wrocław 1991.
1997 Dementi. Niezależna Agencja Fotograficzna 1982-1991 retrospektywna wystawa NAF Dementi z okazji piętnastej rocznicy powstania agencji. Wrocław 1998, Lubin 1998, Akwizgran 1998; Lipsk 1998 Dusseldorf 1998, Berlin 1999.
Wystawy opracowane przez Fundację NAF Dementi
W 2007 roku byli członkowie agencji utworzyli Fundację NAF Dementi, która działała do 2011 roku. Fundacja opracowała cztery wystawy fotograficzne:
2007 Dementi. Niezależna Agencja Fotograficzna 1982-1991 II edycja retrospektywnej wystawy NAF Dementi z okazji 25 rocznicy powstania agencji. Wrocław, Rynek, w przestrzeni miejskiej 2007; Moskwa, Centrum im. Andrieja Sacharowa 2008.
2007 Wrocław 31 sierpnia 1982 roku dokumentacja wydarzeń tego dnia na podstawie fotografii z archiwum NAF Dementi i dokumentów Archiwum IPN we Wrocławiu. Wrocław, Ratusz 2007.
2008 Krzysztof Capała. Solidarność 1980–1981 zdjęcia fotografa dolnośląskiej „Solidarności”. Wrocław Rynek 2008.
2008 Krzysztof Capała. Fotografie poświęcona pracom autora na polu fotografii artystycznej. Wrocław, BWA 2008.
Udział w wystawach
1988 Pomarańczowa Alternatywa. Wrocław 1988.
1990 Dekada. Niezależna fotografia prasowa w Polsce 1980-1990. Brema 1990.
2009 Fotografie bez cenzury 1976–1989, IPN, Warszawa 2009.
2019 Upadek Żelaznej Kurtyny, Zamek na Hradczanach, Praga 2019.

## Nagrody i odznaczenia
1988 Nagroda dla Dziennikarzy Niezależnych im. Eugeniusza Lokajskiego przyznana przez Stowarzyszenie Dziennikarzy Polskich;
1990 Nagroda Niezależnej Fundacji Popierania Kultury Polskiej POL-CUL;
2006-2008 Krzyż Kawalerski Orderu Odrodzenia Polski: Anna Łoś (2006), Tomasz Kizny, Andrzej Łuc, Henryk Prykiel (2008).